# Tardisódio
Tardisódios são mini episódios da séries de televisão Doctor Who, criados para acompanhar a 2.ª temporada do show. Feito pelos produtores de Doctor Who BBC Wales, Cada  dura aproximadamente 60 segundos, cada, e servem como introdução para um episódio da série principal de 45 minutos. Disponíveis site britânico de Doctor Who da BBC  gratuitamente, e nos dispositivos móveis por meio de uma assinatura. Eles foram criados como um esforço da BBC em expandir o alcance de Doctor Who além da televisão e incluía algumas gravações não vistas na série principal, e algumas história em segundo plano nos episódios seguintes. Seu nome é a aglutinação, junção,  das palavras TARDIS e "episódio".
O primeiro Tardisódio, foi uma pré-sequência ao episódio "Nova Terra", sendo lançado pela BBC em 1 de abril de 2006  foi anunciado em um programa infantil chamado Totalmente Doctor Who. Novos Tardisódios foram sendo lançados uma semana antes de cada episódio ir ao ar, logo após o termino do episódio anterior na BBC 1. Eles foram criados pelo mesmo time que fez o episódio interativo Ataque do Graske de Doctor Who em 2005.
Os Tardisódios eram anunciados na BBC 1. No anúncio a TARDIS é mostrada em cima de um pedaço de gelo. Essa imagem é muito similar à utilizada pelo site oficial de Doctor Who como papel de parede antes da 2.ª temporada começar. Esse anúncio era mostrado logo após o termino de muitos episódios da segunda temporada, concidindo com o lançamento do último Tardisódio para o episódio da semana que vem disponível online e para celulares.
Os downloads desses mini episódio para celulares foram menores do que esperado: cerca de 40,000 downloads, com uma estimativa de 3,000 por episódio. Já para os computadores foram muito mais comuns, com 2.6 milhões de downloads. Iain Tweedale, o novo editor de media da BBC Wales, chegou à dois possíveis motivos do baixo número de downloads nos dispositivos móveis da época: mesmo a BBC disponibilizando os episódios gratuitamente, a maioria dos usuários tinha que pagar uma taxa para usar a rede móvel, muitos telefones não eram compatíveis com o serviço.
Os DVDs da segunda temporada não continham os Tardisódios.
Em 2007, o relatório anual da BBC informaram que eles "não foram o sucesso que esperávamos, embora fossem populares na banda larga", e esse foi o motivo deles terem sido descontinuados após a segunda temporada.
Tardisódio não foram produzidos para as temporadas posteriores, embora uma série semelhante de pré-sequências tenha sido lançada no site de Doctor Who para acompanhar episódios selecionados começando com a sexta temporada.

## Sinopses

### Tardisódio 1 – "Nova Terra"
O telespectador é apresentado à Nova Terra, e uma enfermeira felina diz que podem curar qualquer um de qualquer doença. Uma paciente com uma síndrome terminal de Autrey instantaneamente fica saudável. De repente as luzes se apagam e um paciente grita por ajuda...

### Tardisódio 2 – "Dente e Garra"
Um objeto do espaço cai na Terra causando uma grande explosão. Trezentos anos depois,um homem (Alan Doorington) caminha por uma campina. De repente algo na grama começa à persegui-lo. O homem começa a andar mais rápido, e se então se vira à tempo de ver um lobisomen pular nele...

### Tardisódio Nº 3 – "School Reunion"
Mickey está no computador, olhando para um site de avistamentos de OVNIs, mas é bloqueado por um aviso referente a Torchwood . Ele pega seu telefone e liga para Rose enquanto vasculha recortes de jornais, dizendo a ela que ele precisa dela e do Doutor para investigar luzes no céu e coisas estranhas em uma escola. O Tardisódio termina com uma foto de um Krillitano gritando para a câmera. Ao contrário da maioria dos outros Tardisódios, o episódio principal faz referência ao que aconteceu nesse mini episódio.

### Tardisódio 4 – "A Garota da Lareira"
Dois pilotos controlam uma nave espacial não identificada. De repente, uma tempestade de íons atinge a nave, causando caos enquanto as luzes começam a piscar e as coisas explodem, os dois pilotos tentam desesperadamente recuperar o controle. Um deles grita "Mayday!" enquanto a cena se apaga. Mais tarde, na mesma cabine está iluminada com uma luz vermelha e ambos os pilotos estão no chão, um deles aparenta estar morto. O outro ouve um estranho tique-taque . Uma sombra surge sobre o piloto sobrevivente, que a princípio fica aliviado ao ver ajuda. Seu alívio logo se transforma em terror, quando ela de repente fica com medo do que está olhando, e ela grita. O relógio da lareira quebrou.

### Tardisódio 5 – "A Ascensão dosCybermen"
Uma transmissão começa chamando todos os agentes, descrevendo a Industrias Cybys, como milhares de pessoas desapareceram e fala sobre, John Lumic, chefe das Industrias Cybus, e sua última "atualização" – o Cybermen. A transmissão termina e o notebook que estava reproduzindo essa mensagem é fechado pelo Ricky Smith (Uma versão do Mickey de uma Terra Paralela), que então começa a dirigir uma van para longe, enquanto uma propaganda da Cybus toca no rádio, anunciando: "Em breve a atualização absoluta"...

### Tardisódio 6 – "A Era do Aço"
Um vídeo do Jonh Lumic ordenando a "atualização" dos humanos para Cybermans começar ao redor do mundo. Seguido de um diagrama animado de "Atualização de pela para metal" e um Cyberman sendo instruído por Lumic a "deletar" todos os humanos incompatíveis.

### Tardisódio 7 – "A Lanterna dos Idiotas"
A vovó Conolly tem sua nova televisão instalada. Mais tarde, ela senta de frente para ela, quando um estranho raio vermelho sai da televisão em sua direção. Quando ela se volta para a TV, o raio se retrai de volta ao televisor. A vovó assume que o aparelho está quebrado e começa a bater nela com sua mão. Então, o raio se lança na direção do seu rosto e ela grita por ajuda. A televisão então mostra uma prévia da coroação da Rainha Elizabete II..

### Tardisódio 8 – "O Planeta Impossível"
Uma mulher em um terno fala a um homem, Capitão Walker, sobre um buraco negro chamado "K37 Jem 5" no qual orbita um planeta. Ela então pede a ele que traga a fonte de energia que mantem o planeta em orbita e se torne "o homem que salvou o Império." Quando questionada por Walker como ela descobriu aquilo, a mulher o entrega um pequeno livro contendo escrita alienígena e o que aparenta ser um mapa. A mulher então fala que isso foi encontrado na "Expedição Galis". Walker entrega o livro a alguém em pé atrás dele. Parece que o local para onde o capitão precisa ir é do outro lado da galáxia, ela fala para ele que tudo necessário para essa missão é o mapa e os "mitos locais",mais afirma que se trata apenas de "superstições", e que o Walker terá a melhor tripulação e uma nave de última geração. Finalmente, a mulher deseja sorte a Walker, e ele sai, passando pela pessoa a quem ele entregou o caderno, um Ood, que simplesmente diz: "E a Besta se levantará do abismo".

### Tardisódio Nº 9 – "The Satan Pit"
Um Ood entrega a um homem uma maleta de metal, o dizendo que esses são os pertences do Capitão Walker. Ele fala ao Ood para sair e abre a maleta. E ao abrir, as luzes se apagam e uma mensagem no computador da nave aparece  "Ele deve acordar.". O homem pega o livro e ao folhear as páginas, uma luz vermelha é emitida delas, em seguida os monitores da sala começam a piscar e a tela exibe uma mensagem "A BESTA ESTÁ ACORDADA. ELE DEVE ASCENDER DO ABISMO." Então, uma alavanca se abaixa sozinha, e o livro se consome em chamas espontaneamente, na mão do homem. Ele corre, com medo, para a porta mas ela não abre, o computador então fala para que a porta está selada seguido de uma incessante mensagem "Ele está vindo. Ele está vindo". Após isso, uma mulher entra na sala, reclamando de um cheiro de queimado. Ela encontra ele encolhido em uma cadeira, murmurando silenciosamente, com a misteriosa escrita do caderno de alguma forma transferida para o rosto dele...

### Tardisódio 10 – "Amor e Monstros"
Uma figura misteriosa, presumidamente Victor Kennedy, está usando um laptop para acessar um site de nome L.I.N.D.A, que mostra um desenho feito a mão da Doutor com um texto "Quem é o Doutor?" seguido por "Você o viu?". O usuário então clica em no botão "Juntar-se a L.I.N.D.A.", fazendo com que a imagem mudasse para um desenho de várias pessoas em um quarto, com a leganda: "NÓS ENCONTRAMOS!". Em seguida outro texto aparece "Última atualização – EITA! a séculos atrás, desculpa – ELTON". A figura clica novamente em "Juntar-se a L.I.N.D.A.", o que faz a tela mostrar a seguinte mensagem: "Mas L.I.N.D.A. é uma organização secreta. Então não podemos lhe falar onde... Se precisar de nós...Nos encontrará." O usúario aponta um estranho objeto prateado para o laptop, que mostra na tela "PÁGINA DE COMPUTADOR PRIMITVA". E em seguida mostra um mapa, com o texto "RASTREANDO ORIGEM". O mapa então se aproxima de uma localização de nome "RUA MACATEER", antes da tela apagar. Uma senhora entra na sala, carregando uma bandeja,  e ao se virar, sua expressão muda para uma de terror, enquanto é coberta por uma luz verde. A respiração pesada da figura invisível se transforma em um grunhido (sugerindo que Kennedy se transformou no Abzorbaloff), e ela grita "Não!"...

### Tardisódio 11 – "Tenha Medo Dela"
Este Tardisode parece estar no estilo de um programa fictício no estilo Crimewatch chamado Crime Crackers. O apresentador está em uma rua de Londres, enquanto ele conta aos telespectadores que um jovem chamado Dale Hicks e uma jovem chamada Jane McEllen desapareceram, com a polícia não tendo ideia de onde eles estão, seguidos de um incentivo do apresentador para o telespectadores para telefonar e dar informações (para um número de telefone de 19 dígitos), ao mesmo tempo revelando a estrada como "Dame Kelly Holmes Close" (e a autoridade local como "Conselho do Leste de Londres"). A cena então muda para um armário em um quarto escuro, que de repente se abre para revelar um par de olhos vermelhos brilhantes. Uma voz rouca "Estou indo..."

### Tardisódio Nº 12 – "Army of Ghosts"
Um repórter conta a sua redatora sobre uma história tão grande que ele acha que será a história do século – a história de Torchwood. Sua redatora pede que ele pegue a história para ela, e então o repórter é mostrado passando envelopes secretos, examinando arquivos e fotos, várias das quais apresentam o Doutor. O repórter tem certeza de que Torchwood tem ligação com à "Rainha Vitória, até a explosão no dia de Natal e está ligada aos fantasmas que têm aparecido ultimamente". Ele então retorna a ela com suas descobertas, apenas para ser informado de que houve "complicações" e é arrastado por vários homens misteriosos. Enquanto isso, outro homem fala com o editora e diz que Torchwood agradece a ela por sua cooperação, antes de deixá-la com uma reportagem de primeira página sobre os resultados do GCSE. O repórter é visto pela última vez em uma camisa de força, gritando enquanto é arrastado: "Eu não sou louco! Torchwood existe! Eu sei a verdade sobre os fantasmas!"...

### Tardisódio 13 – "O Juízo Final"
O Tardisódio está na forma de uma transmissão de emergência. Uma repórter informa ao telespectador que o país está em estado de emergência. O Tardisódio então corta para imagens de estilo amador da invasão dos Cyberman, com carros explodindo, pessoas correndo e gritando e outras cenas de destruição e terror. Voltando à redação, o repórter atrás da mesa nos informa que eles perderam o contato com o governo, e se alguém ainda estiver assistindo corra o mais rápido que puder. O gráfico por trás dela muda para a filmagem anterior, e a transmissão é recebida com interferência, e o estúdio começa a explodir ao redor dela. A repórter também se fala a seus próprios pais para fugirem dos Cybermen. Finalmente, ela se encolhe sob sua mesa enquanto ouvimos o som inconfundível de Daleks entrando na sala, proclamando "Nós somos os Mestres da Terra". "Daleks conquistam e destroem!" finalmente terminando o Tardisódio com um Dalek gritando "Exterminar!", antes de matar a repórter feminina.

## Continuidade
- Em uma entrevista com Noel Clarke para o Totalmente Doctor Who, ele revelou que seu cabelo estava visivelmente mais curto durante as filmagens de Tardisódio 3 do que no episódio que acompanhou, "Reunião Escolar". Por esta razão, para manter a continuidade, ele usa um chapéu durante o Tardisódio.
- Imagens do Doutor são mostradas em dois dos curtas. No Tardisódio 10 um desenho dele é visto em um computador; no Tardisódio 12 ele aparece em desenhos e em uma fotografia antiga.
- Tardisódio 12 faz referência a "Dente e Garra" e "A Invasão do Natal".

## Produção
- Antes de um Tardisódio, o vórtex temporal é visto brevemente. Se o episódio principal se passa no passado, o vórtex é azul e se o episódio principal se passa no presente ou futuro, o vortex é vermelho.
- Um set de filmagem novo foi feito para o Tardisódio 4.
- Tardisódio 8 foi todo filmando na cantina da BBC Wales.
- A partir de 2019, não tem mais o "Conselho do Leste de Londres" como visto em 2012 no Tardisódio 11